# Societat Zoològica de Londres
La Societat Zoològica de Londres (Zoological Society of London) és una societat acadèmica fundada l'abril de 1826 per Sir Thomas Stamford Raffles (1781-1826), George Eden (1784-1849), primer Comte d'Auckland (Lord Auckland), Sir Humphry Davy (1778-1829), Joseph Sabine (1770-1837), Nicholas Aylward Vigors (1785-1840) i altres eminents naturalistes. Raffles va ser també el primer president, però va morir al poc d'assumir el càrrec. El va succeir el tercer Marqués de Lansdowne, Henry Petty-Fitzmaurice (1780-1863). Aquesta societat va obtenir Estatut reial de Jordi IV del Regne Unit el 27 de març de 1829.
L'objectiu de la societat és l'estudi dels animals en una relativa llibertat. En l'abril el 1828 als jardins zoològics van ser oberts als membres. El 1831 Guillem IV del Regne Unit va entregar la col·lecció d'animals a la Societat Zoològica, i el 1847 va ser oberta al públic per ajudar en el finançament, ràpidament els londinencs van batejar aquests jardins zoològics com a «Zoos».